# Paralamium griffithii
Paralamium griffithii là một loài thực vật có hoa trong họ Hoa môi. Loài này được (Hook.f.) Suddee & A.J.Paton mô tả khoa học đầu tiên năm 2004.